# Ward (États-Unis)
Pour les articles homonymes, voir Ward.
Aux États-Unis, un ward est une circonscription électorale d'une municipalité (cité, ville ou village). Chaque ward élit un conseiller municipal (alderman ou councilman) qui a pour mission de représenter sa circonscription au conseil municipal. 
Les villes de Chicago, Détroit, Cleveland, Houston et Las Vegas par exemple, sont divisées en wards.